# Pongrácz István (Beszterce ostroma)

## A szereplőről
Pongrácz István Mikszáth Kálmán egyik legismertebb művének, a Beszterce ostromának egyik főszereplője. Nedec várának főura, ki a 19. században középkori várúrként viselkedik, sereget tart, melyet többnyire a munkásai alkotnak. Ezen katonák felszerelését olyan darabok alkotják, melyeket a régi időkben viseltek, kuruc viselet, a keresztes hadjáratban viselt ruházatok. Naponta pénzt szór a várában a gyermekeknek, szegényeknek és a léhűtőknek. Sohasem házasodott, és ahogyan Mikszáth írja, számára a múltja nagyon fontos volt, igyekezett őseit "utánozni" cselekedetei által.
A műben szinte minden cselekményben részt vesz, ezáltal tekinthető főszereplőnek is. Jelleme, viselkedésmódja eltér a társadalom többi tagjáétól. Nem azért, mert várúrként öntelt lenne, vagy dicsekedő jelleme lenne, mert grófi család ivadéka. Azáltal tér el jelleme és viselkedése a többiekétől, hogy középkori várúrként viselkedik az újkorban. Sereget tart, és hadakozik, gyakorlatozik, nem úgy viselkedik, mint a többi várúr. Nem él fényűzően, de megpróbál mindent megadni azoknak, akik szeretik őt.

## Cselekedetei
Bár sohasem házasodott, mégis várnőnek egy cirkuszi társaságtól hatszáz forintért megveszi Estellát. Ő elszökik Behenczy Károly ifjú gróffal, mivel István gróffal nem élhetett családi életet. István gróf számára a család becsülete fölöttébb fontos volt, ezért, miután Beszterce nem adta ki neki az ott tartózkodó Estellát, hadjáratot indít Beszterce ellen, és megígéri, hogy porig égeti, majd lesózza a város helyét, minden dokumentumot megsemmisít, hogy híre se maradjon Besztercének, mint városnak. (Beszterce a műben a felvidéki Beszterce, nem az erdélyi) Miután túszként megkapja Apolkát, mindent megtesz érte, fényűző életet biztosít számára, játéktársakat, tanárokat bérel neki. Mikor pedig megtudja, hogy Apolka mennyire szereti őt, még a családi jogait is rá akarja ruházni, hogy ezáltal Apolka, akit túszként tartott fogva, grófnő lehessen. Ez is különcségére utal, hiszen az akkori nemesi jogokkal rendelkezők nem adták ilyen könnyen a grófi jogokat másoknak, főleg egy olyan személynek, akit csak túszként tartanak fogva. Ám ennek a tébolyult elmének köszönheti Apolka, hogy felnevelkedhetett, és gondját viselte a gróf. Mikor megsérül Pongrácz István, elméje teljesen megbetegedik és ezért halála előtt hatalmas koporsót készíttet, lelöveti angol telivér lovát, és a koporsóban legvitézibb ruhájában akar a lova hátán ülni, és úgy kívánja, hogy eltemessék.

## Pongrácz István mint a magyar irodalom egyik legismertebb különc alakja
Mint azt már Mikszáth Kálmán a könyv kezdetén feltünteti, a műve egy különc ember történetéről szól. Pongrácz István ezáltal a magyar irodalom egyik legismertebb különc alakjának tekinthető. Cselekedeteiben eltér a társadalom többi emberétől. Öltözködése, viselkedése is ezt tükrözi. Mindig várúri ruhát hord, és a katonáskodás egész életét elfoglalja. Bár sok más irodalmi személy viselkedik eltérően a társadalomtól, mégsem tekinthetőek feltétlenül különc alakoknak, mivel cselekedeteik leírásában nincs jelen a humor és az irónia. Ám Pongrácz István gróf leírásában, cselekedeteiben már ott van a humor és az irónia egyaránt, ezért nevezhetjük különc alaknak.